# サクララン

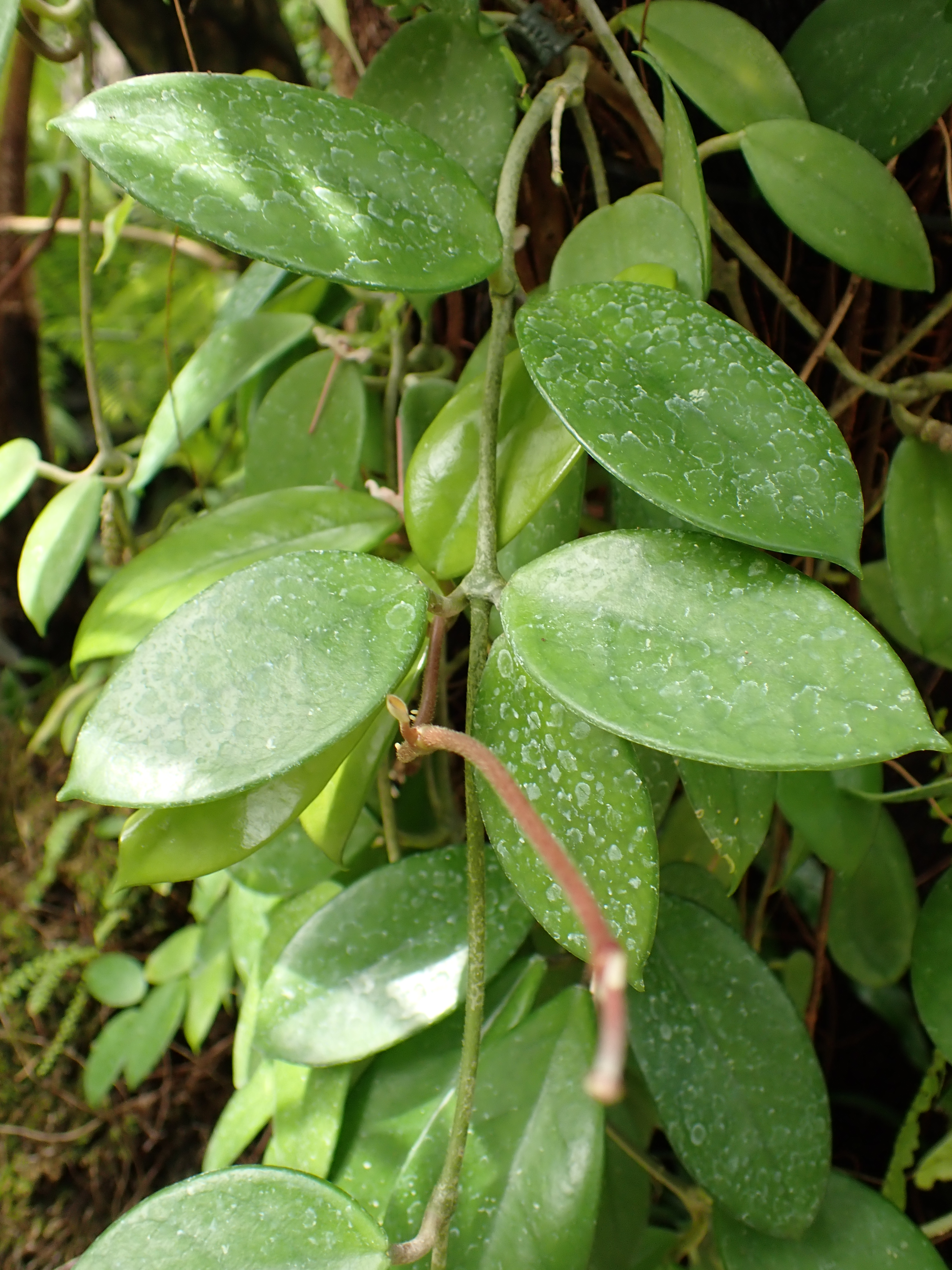
対生する葉

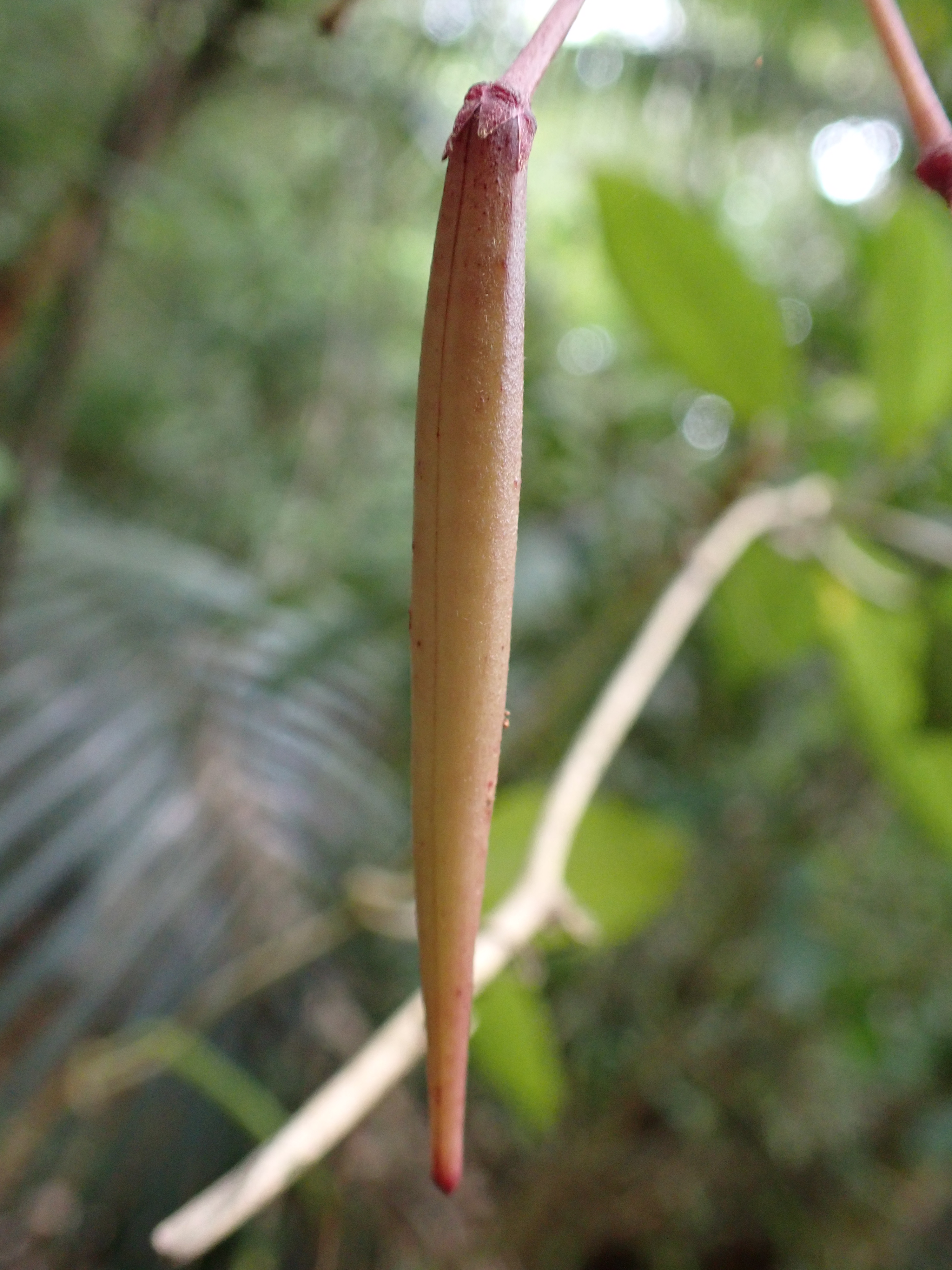
果実

サクララン（桜蘭、学名：Hoya carnosa）はキョウチクトウ科（旧ガガイモ科）サクララン属のつる性多年草～常緑樹。和名は花色がサクラに、多肉質の葉がランにそれぞれ似ることから付けられた。なお、桜とも蘭とも関係はない。

## サクララン属
属名Hoyaは、英国の庭師・植物学者のThomas Hoyにちなみ名付けられた。同属の外国産種も園芸用に栽培され、ホヤまたはサクラランと総称される。
サクララン属は100–200種あるとされ、その多くがアジア、オーストラリア、太平洋諸島の熱帯雨林に分布する。本種は最も耐寒性が高く、最低気温5℃まで耐える。

## 特徴
茎は太く、節から根を出して樹幹や岩を這い登り、垂れ下がることもある。葉柄や若枝は有毛。葉は対生し、葉身は長さ4–10 cmの楕円形で厚く全縁、葉表は光沢がありほぼ無毛、葉裏には斜上する毛がある。花序は腋生し、白～薄桃色で径1.5 cmほどの花を密につけ、直径5–7 cmほどの半球～球形の散形花序を形成する。花がマリのように見えるので、「毬蘭」とも呼ばれ、よい香りがする。花期は夏。各花の中心にある紅色の副花冠がよく目立つ。増やす場合、挿し木をするのが一般的で、適期は5月～9月頃。萌芽力が強いため、手軽に増やせる。

## 分布と生育環境、利用
九州南部～琉球列島、東南アジアにかけてに分布。海岸近くの岩場や石灰岩地の林内に生育。庭木など鑑賞用に利用される。